# Sethus Calvisius den äldre
Sethus Calvisius (ursprungligen Seth Kalwitz), född den 21 februari 1556,  död den 24 november 1615, var en tysk tonsättare och musikteoretiker. Han var farfar till Sethus Calvisius den yngre.
Calvisius blev 1582 kantor i Schulpforta 1594 och kantor vid Thomasskolan i Leipzig. Han komponerade psalmer, motetter och hymner med mera, vilka under titeln Harmonia cantionum ecclesiasticarum utkom 1597–1622 i fem upplagor. Calvisius skrev bland annat Melopoeia sive melodiæ condendæ ratio (1592), Compendium musicæ practicæ (1594), Exercitationes musicæ duæ (1600) och Exercitatio musicæ tertia (1611). Dessutom var han högt 
ansedd för sina matematisk-kronologiska arbeten: Opus chronologicum och Formula calendarii novi med flera.